# Albert Venn Dicey
Albert Venn Dicey (Claybrooke Magna, 1835. február 4. – Oxford, 1922. április 7.) angol jogász, újságíró.

## Élete
Cambridgeban tanult, később mint több nagy lap levelezője széleskörü utazásokat tett és mint az Observer szerkesztője Londonban élt.

## Művei
- Cavour, a memoir (1861);
- Rome in 1860 (1861);
- Six months in the Feredal-States (1863, 2 kötet);
- The Schleswig-Holstein war (1864, 2 kötet);
- The battle-fields of 1866 (1866);
- A month in Russia during the marriage of the Czarewitch (1867);
- The Morning Land, travels in Turkey, the Holy Land and Egypt (1870, 2 köt.);
- England and Egypt (1881);
- Victor Emanuel (1882).

## Magyarul
- Bevezetés az angol alkotmányjogba; ford. Tarnai János, átnézte Kautz Gyula; Hornyánszky Ny., Bp., 1902 (A Magyar Tudományos Akadémia Könyvkiadó Vállalata. U. F.)